# Cadetten Rugby Football Society
De Cadetten Rugby Football Society, afgekort CRFS, is de rugbyvereniging voor cadetten van de Koninklijke Militaire Academie (KMA) en is gehuisvest op het Kasteel van Breda.
CRFS is in 1969 ontstaan als ondervereniging van de sportcommissie van het Cadettencorps. CRFS is geruime tijd uitgekomen in de Nederlandse rugbycompetitie en speelt tegenwoordig in de competitie van de Nederlandse Studenten Rugby Bond. Andere evenementen waaraan CRFS deelneemt zijn onder meer de jaarlijkse sportwedstrijden tegen het Koninklijk Instituut voor de Marine, de uitwisseling met Sandhurst en het Ameland Beach Rugby Toernooi. 
Het bestuur van CRFS bestaat volledig uit cadetten en ook alle leden zijn actief dienende militairen. Hiermee heeft CRFS een unieke positie binnen de (studenten)rugbywereld. Ook binnen de KMA onderscheidt CRFS zich, bijvoorbeeld met zijn tradities en gebruiken. Zo mogen leden de rugbybel luiden op de binnenplaats van het kasteel en zingen zij traditiegetrouw het CRFS-lied bij formele diners.
Anno 2022 heeft CRFS rond de veertig actieve leden.